# Carlia vivax
Carlia vivax — вид сцинкоподібних ящірок родини сцинкових (Scincidae). Ендемік Австралії.

## Поширення і екологія
Carlia vivax мешкають на сході Австралії, від півострова Кейп-Йорк на півночі Квінсленду до долини річки Гантер у Новому Південному Уельсі. Вони живуть в сухих тропічних лісах, рідколіссях, саванах і чагарникових заростях, що ростуть на твердих кам'янистих і піщаних ґрунтах. Зустрічаються в порушених природних середових і в садах.